# 徐赤文
徐赤文（1887年—1964年），男，浙江温州人，中华人民共和国政治人物，曾任温州市人民政府副市长，浙江省水利厅厅长。

## 生平
1958年2月补选为第一届全国人民代表大会代表。